# Hof van Hertoginnedal
Hof van Hertoginnedal is een hoeve in Moorsel die toebehoorde aan het klooster van Hertoginnedal te Oudergem en uitgebaat werd door pachters die goederen in natura leverden als betaling. In 1796 sloeg de Franse bezetter alle kloostergoederen aan en het geheel kwam in handen van particulieren.